# Cronofilia
Cronofilia é um termo que foi utilizado por John Money para descrever uma forma de parafilia em que um indivíduo experimenta atração sexual limitada a indivíduos de faixas etárias específicas. O termo não foi amplamente adotado por sexólogos, que usam termos que se referem à faixa etária específica em questão. Um precursor histórico discutível foi o conceito de "fetichismo de idade" de Richard von Krafft-Ebing.

## Categorias

### Atração por menores de idade
- Pedohebefilia refere-se a uma expansão e reclassificação de pedofilia e hebefilia em subgrupos, proposta durante o desenvolvimento do DSM-5.[5] Refere-se mais amplamente às atrações sexuais. De acordo com as revisões propostas, as pessoas disfuncionais como resultado disso seriam diagnosticadas com transtorno pedohebefílico. As pessoas seriam divididas em tipos com base na ideia de serem atraídas por um, outro ou ambos os subgrupos. A revisão proposta não foi ratificada para inclusão na versão final publicada do DSM-5.
  - Infantofilia (às vezes chamada de nepiofilia) é um subtipo de pedofilia que descreve uma preferência sexual por crianças menores de 5 anos (incluindo bebês e recém-nascidos).[6]
  - Pedofilia é um distúrbio psicológico no qual um adulto ou adolescente mais velho experimenta uma preferência sexual por crianças pré-púberes.[7][8] De acordo com a quinta edição do Manual Diagnóstico e Estatístico de Transtornos Mentais (DSM-5), a pedofilia é uma parafilia na qual uma pessoa tem impulsos sexuais intensos por crianças e experimenta impulsos sexuais recorrentes e fantasias sobre crianças. O transtorno pedofílico é ainda definido como um transtorno psicológico no qual uma pessoa atende aos critérios de pedofilia acima e também age de acordo com esses impulsos ou então experimenta sofrimento ou dificuldade interpessoal como consequência.[9][10] O diagnóstico pode ser feito de acordo com os critérios do DSM ou do ICD para pessoas com 16 anos ou mais.[11] Nem todos os pedófilos cometem abuso sexual infantil e nem todos os molestadores de crianças são pedófilos.[12]

#### Atração por adolescentes
- Hebefilia refere-se a preferência sexual por pubescentes ou pré-adolescentes. Termo introduzido por Bernard Glueck em 1955[13]
- Efebofilia é à preferência sexual por jovens pós-pubescentes.[14]

### Atração por maiores de idade
- Teleiofilia (do grego téleios, "bem crescido") é a preferência sexual por adultos.[15] Cunhado por Ray Blanchard em 2000.[16] Às vezes tida como normofilia, embora nem todo teleiófilo seja normofílico.[17]
  - Mesofilia (derivado do grego "mesos", "intermediário) é atração por adultos de meia idade, geralmente entre 45 e 60 anos. Inventado por Michael Seto em 2016.[18]
- Gerontofilia é preferência sexual ou fetiche por idosos.[19]